# Heinrich Hoffmann
Heinrich Hoffmann (Fürth, 12 de setembro de 1885 — Munique, 11 de dezembro de 1957) foi um fotógrafo alemão e fotógrafo pessoal de Adolf Hitler durante a Alemanha Nazista. Ingressou no NSDAP em 1920 e foi escolhido pessoalmente por Hitler como seu fotógrafo oficial. Suas fotografias eram publicadas em selos, cartões postais, pôsteres e álbuns. Ao final da guerra Hoffmann foi julgado e condenado a quatro anos de prisão por participação nos lucros de guerra nazista. Foi solto em 1950 e voltou a viver em Munique, onde morreu aos 72 anos.

## Biografia
A vida e o sucesso de Hoffmann estão intimamente ligados não somente à de Adolf Hitler, como ainda à de sua amante Eva Braun; proprietário da Photo Hoffmann, situada originalmente na Schellingstrasse no centro de Munique (um estúdio que ocupava o térreo e o subsolo do número 50 daquela que é ainda uma das principais vias do Schwabing, bairro de comércio e bares), e depois para a próxima Amalienstrasse — foi ali que, entre os 17 e 25 anos, Eva Braun trabalhou como aprendiz e, depois, assistente (sua irmã Margareth, conhecida por "Gretl", teria também ali laborado, sem que isso possa ter sido comprovado).
A Schellingstrasse era, ainda, a sede do então denominado National Sozialistische Deutsche Arbeiterpartei; já em 1922 Hoffmann percebera o potencial de Hitler como figura icônica, e cuidou de assegurar para si o papel de fotógrafo oficial daquele que viria a se tornar o Füher da Alemanha Nazista, vindo a registrá-lo em mais de dois milhões e meio de imagens.
Recebendo comissão por cada uma das fotografias, já na década de 1920 Hoffmann se tornara milionário e, na seguinte, dono de uma imensa fortuna, de forma que protegia a situação privilegiada que tinha junto ao líder em acensão; quando ali começara a trabalhar como assistente júnior e aprendiz, em outubro de 1929, Eva Braun tinha por tarefas o atendimento aos clientes, datilografar notas, arquivar, revelar filmes e imprimir fotografias e, até, posar como modelo para Hoffmann.
Poucas semanas após iniciar na profissão, Hoffmann apresentou sua empregada a Hitler que, cioso como poucos àquela época da importância da imagem para a propaganda, escolhia pessoalmente as fotografias que mandaria publicar; o patrão definiu-a ao visitante como “nossa pequena e boa Fräulein Eva…” e ele como “Herr Wolf”.
Seus registros de Hitler formam o Bildarchiv Hoffmann (Arquivo de Imagens Hoffmann) da Bayerische Staatsbibliothek de Munique, e sua autobiografia, com título em inglês de Hitler Was My Friend ('Hitler Era Meu Amigo"), contém sua versão para os eventos que culminaram na II Guerra Mundial e do qual ele fora uma testemunha particularmente especial de um dos seus responsáveis.

## Últimos anos
Hoffman foi preso pelos Estados Unidos em 10 de maio de 1945 e foi julgado e sentenciado a 4 anos de prisão por lucros obtidos em guerra. O Exército o considerou um criminoso e uma das figuras mais desprezíveis da Segunda Guerra. Ele foi solto da prisão em 21 de maio de 1950 e se mudou para uma pequena vila no sul da Baviera.

## Morte
Hoffman morreu sete anos depois, em 11 de dezembro de 1957, aos 72 anos. Sua viúva, Erna, continuou morando lá depois de sua morte na companhia da estrela do cinema mudo alemão, Wera Engels.